# Morulininae
Sous-famille
Les Morulininae sont une sous-famille de collemboles de la famille des Neanuridae.

## Liste des genres
Selon Checklist of the Collembola of the World (version du 4 novembre 2019) :
- Morulina Börner, 1906
- Promorulina Cassagnau, 1997

## Publication originale
- Yosii, 1961 : Phylogenetische Bedeutung der Chaetotaxie bei den Collembolen. Contributions from the Biological Laboratory, Kyoto University, vol. 12, p. 1—37.